# Московская епархия (РДЦ)
Моско́вская епа́рхия — каноническая и территориально-административная структура Русской древлеправославной церкви с центром в городе Москве.
- Румынское благочиние, благочинный протоиерей Трофим Кирилэ;
- Верхнедонское благочиние, благочинный священноинок Антоний (Ященко);
- Северо-западное благочиние (учреждено 25 декабря 2011 года[2]), благочинный протоиерей Олег Морозов;
- Курское благочиние, благочинный иерей Владимир Алёхин.

## Структура
На данный момент епархия объединяет общины и религиозные группы в Московской, Брянской, Курской, Воронежской, Ленинградской областях, а также в Румынии, Болгарии и странах дальнего зарубежья, кроме Святой земли и стран Западной Европы.

## Епископы
- 1983—1988 и 1990—1995 — Флавиан (Вдовин), епископ Московский
- с 2002 — Александр (Калинин), патриарх